# Bogyiszló

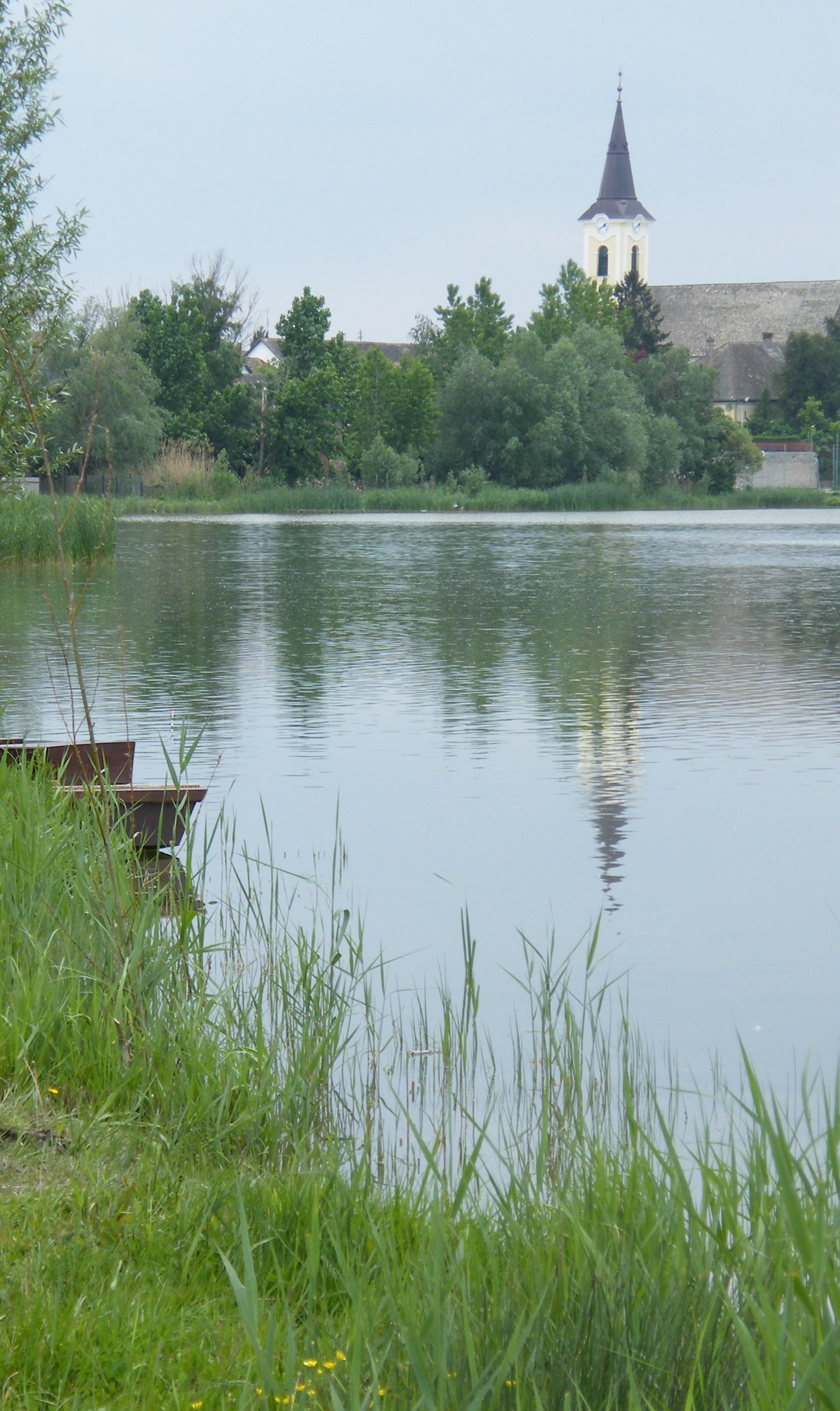
Protestantse kerk van Bogyiszlo

Bogyiszló is een plaats (község) en gemeente in het Hongaarse comitaat Tolna. Bogyiszló telt 2365 inwoners (2001).